# Synorthus laevigatus
Synorthus laevigatus is een keversoort uit de familie pilkevers (Byrrhidae). De wetenschappelijke naam van de soort is voor het eerst geldig gepubliceerd in 1910 door Broun.